# 野口こゆり
野口 こゆり（のぐち こゆり）は、日本の漫画家。旧ペンネームは野口 友梨子（のぐち ゆりこ）。

## 来歴
- 京都府出身[1]。
- 2007年、17歳の時にヤングジャンプ月例第71回MANGAグランプリにて「CHAOS―カオス―」が準グランプリと画力賞、独創賞、月間ベスト賞を受賞。後に年間グランプリも受賞する。
- 同年、同作が『増刊ヤングジャンプ漫革』Vol.60に掲載されデビュー。
- 2009年、ウルトラジャンプ10周年、週刊ヤングジャンプ30周年記念企画のファンタジーコミック大賞にて「第三脳少女」が入選を受賞。[2]
- 2011年『ミラクルジャンプ』創刊号より『群青ソード』を連載開始。
- 以後、漫画家として活動。現在に至る。

## 作品

### 連載
- 群青ソード（『ミラクルジャンプ』2011年1号 - 6号、全1巻） ※野口友梨子名義
- 剣光妃 -日ノ国大帝國軍くれない一騎当千隊-（『週刊ヤングジャンプ』2014年18号 - 36・37合併号→『となりのヤングジャンプ』連載、全2巻）
- ぽんしゅ部!（『となりのヤングジャンプ』、全2巻）
- 新サクラ大戦 the Comic（『週刊ヤングジャンプ』2019年41号 - 2020年30号、全3巻）
- 健やかなるときも賭けるときも（原作：ガクキリオ、『ウルトラジャンプ』2022年4月号 - 2025年2月号、全5巻）

### 読切・短編
- CHAOS―カオス―（『ヤングジャンプ増刊漫革』2007年Vol.60） ※野口友梨子名義
- リナンバー（『ヤングジャンプ増刊漫革ルーキーズ』、2008年） ※野口友梨子名義
- 第三脳少女（『週刊ヤングジャンプ』2010年12号） ※野口友梨子名義
- バベルズエラー（『ミラクルジャンプ』2012年8号） ※野口友梨子名義
- UNDER WRITER（『週刊ヤングジャンプ』2012年42号）※原作：黄道コウ、野口友梨子名義

## 師匠
- 大暮維人[3]